# Klaus-Dieter Petersen
Klaus-Dieter Petersen (født 6. november 1968 i Hannover) er en pensioneret tysk håndboldspiller, der nu fungerer som træner i ungdomsafdelingen i den tyske bundesligaklub THW Kiel. I sin aktive karriere spillede Petersen 13 år for samme klub, som han vandt adskillige titler med. Han spillede desuden 340 kampe for det tyske landshold og deltog i adskillige slutrunder med dette, herunder i fire olympiske lege.

## Karriere

### Klubhold
Efter at have spillet i mindre klubber i sin barn- og ungdom kom han som senior til at spille i TSV GWD Minden (1986–1988), og derpå nogle sæsoner i VfL Gummersbach (1988–1993) i Bundesligaen. I 1993 skiftede han til THW Kiel, hvor han spillede i resten af sin aktive karriere frem til 2005. Med Kiel blev han tysk mester otte gange, pokalvinder tre gange og tre gange EHF Cup-vinder.

### Landshold
Petersen debuterede på det tyske landshold i 1989 og nåede i sin karriere at spille hele 340 landskampe og score 253 mål og har dermed næstflest landskampe for Tyskland (efter Frank-Michael Wahl). Han var blandt andet med til at vinde sølv ved EM i 2002 og VM i 2003 samt guld ved EM i 2004. Desuden var han med til at blive verdensmester for militærhold i 1992.
Han deltog med det tyske landshold ved fire olympiske lege. Ved OL 1992 i Barcelona blev Tyskland nummer ti, ved OL 1996 i Atlanta nummer syv og ved OL 2000 i Sydney nummer fem. Bedst gik det i hans sidste OL i 2004 i Athen, hvor det blev til tysk sølvmedalje. Her gik tyskerne videre fra en tredjeplads i indledende pulje, hvorpå de besejrede Spanien i kvartfinalen efter forlænget spilletid og straffekastkonkurrence. I semifinalen blev til til en klar sejr over det russiske hold, inden det i finalen igen blev til nederlag til kroaterne, der dermed vandt guld. Russerne fik bronze.

### Trænerkarriere
I sin sidste tid som aktiv spiller i Kiel var Klaus-Dieter Petersen hjælpetræner i klubben. I 2008 skiftede han til Wilhelmshavener HV, hvor han også i sin første sæson trådte til som spiller i enkelte tilfælde. I 2010 skiftede han til træner for andetholdet i Eintracht Hildesheim, hvorpå han vendte tilbage til THW Kiel som ungdomstræner. 2012 til 2015 var han træner i den mindre klub TSV Altenholz, inden han igen blev ungdomstræner i Kiel, hvilket han fortsat er.
Ved siden af sit engagement i de forskellige klubber har Petersen siden 2005 været landstræner for tyske ungdomshold. Han har i denne rolle været med til at sikre det mandlige tyske U/18-hold tre europamesterskaber (2008, 2012 og 2021).